# Gavilanes de Nuevo Laredo
Gavilanes de Nuevo Laredo ist ein ehemaliger mexikanischer Fußballverein mit Sitz in Nuevo Laredo, Tamaulipas.

## Geschichte
Gavilanes (dt. Sperber) wurde im Sommer 2002 mit dem Erwerb der Zweitligalizenz der Toros Neza gegründet. Unter der Leitung des uruguayischen Trainers Eduardo Mario Acevedo spielte die Mannschaft, zu deren bekanntesten Spielern der uruguayische Torwart Robert Siboldi, sein im Mittelfeld spielender Landsmann Nelson Laluz und der brasilianische Stürmer Marco Antonio de Almeida gehörten, eine Halbsaison in der zweitklassigen Primera División 'A'. Es war jedoch keine Erfolgsgeschichte, denn mit nur neun Punkten aus 19 Spielen der Apertura 2002 waren die Gavilanes in den zehn Jahren zwischen Sommer 1996 und Sommer 2006 das einzige Team der zweiten Liga, das nur eine einstellige Punktzahl erzielen konnte. Neben ihrem einzigen Sieg am dritten Spieltag (5:0 gegen Cruz Azul Hidalgo) erzielten die Gavilanes sechs Remis und verloren die übrigen zwölf Begegnungen. Die Mannschaft zog sich in der Winterpause zurück, so dass die Rückrunde der Saison 2002/03 mit nur 19 Mannschaften ausgetragen wurde.